# پاریناکوتا (آتشفشان)
پاریناکوتا (انگلیسی: Parinacota) یک آتشفشان چینه‌ای در مرز شیلی و بولیوی است که به همراه آتشفشان پومراپه، زنجیره آتشفشانی نوادوس د پایاچاتا را پدیدآورده است. این آتشفشان بخشی از کمربند آتشفشانی آند است که ارتفاع آن به ۶٬۳۸۰ متر می‌رسد. مخروط متقارن این آتشفشان توسط یک دهانه آتشفشانی به عرض یک کیلومتر بسته شده‌است. جریان گدازه از این مخروط آتشفشانی تولید شده و آتشفشان سکویی که از گنبد گدازه و جریان گدازه‌های آندزیتی تشکیل شده را می‌پوشاند.